# Astragalus tashkutanus
Astragalus tashkutanus là một loài thực vật có hoa trong họ Đậu. Loài này được V.A.Nikitin miêu tả khoa học đầu tiên.